# 津久井富雄
津久井 富雄（つくい とみお、1950年（昭和25年）3月6日 - ）は、日本の政治家。栃木県大田原市長（3期）。元栃木県議会議員（1期）。元大田原市議会議員（1期）。

## 経歴
栃木県立那須工業高等学校（現栃木県立那須清峰高等学校）を卒業。市農業委員会委員を経て、1999年（平成11年）11月の大田原市議会議員選挙に立候補し市議に当選。2003年（平成15年）4月の栃木県議会議員選挙に大田原市選挙区（定数1）から無所属で立候補し落選するが、2007年（平成19年）4月の栃木県議会議員選挙では定数が2に変更された大田原市選挙区から自由民主党公認で立候補し県議に当選した。県議会では自民党議員会に所属した。
2009年（平成21年）11月13日、大田原市長選挙への立候補を表明し、2010年（平成22年）2月18日に県議を辞職。同年3月14日に行われた大田原市長選挙では市政の転換を訴え現職の千保一夫を8,447票の大差で破り市長に初当選した。同年4月8日、市役所に初登庁した。2014年（平成26年）3月9日投開票の市長選挙で再選。2018年（平成30年）3月25日投開票の市長選挙で3選。
2022年（令和4年）3月20日投開票の市長選挙で元県議の相馬憲一に敗れ落選。
2023年（令和5年）11月3日、秋の叙勲で旭日小綬章を受章。

## 市長就任後
2011年（平成23年）12月、市長の退職金を大幅に削減するための市長給与条例の一部改正案を市議会に提出。市長選挙で退職金ゼロを公約にしたものの、市長の退職金は県市町村総合事務組合で共同処理しており津久井の退職金のみをゼロにするのは困難なため断念。その代わりに退職金の算定基準月の4月の給与を1円にすることで退職金をゼロに近づけるという。任期満了退職で退職金は約20円になる。